# Süchtig nach dem Sturm
Süchtig nach dem Sturm (engl. Crazy for the storm) ist ein Roman von Norman Ollestad, der 2009 bei HarperCollins Publishers in New York erschien. Der S. Fischer Verlag brachte die deutsche Ausgabe ein Jahr darauf heraus.

## Inhalt
In seiner Hommage an den tödlich verunglückten Vater Norman Ollestad senior (* 1935) teilt der Sohn Autobiographisches bis ins Jahr 2006 mit. Ausgangspunkt der Erinnerungen ist der Absturz einer Cessna 172 am 19. Februar 1979, bei dem der Autor – damals elfjährig – als einziger von vier Insassen überlebte. Der Vater wollte den Sohn per Flugzeug zum Skitraining bringen. Außer dem Piloten saß noch Sandra, die 30-jährige Freundin des Vaters, in der Unfallmaschine. Das Flugzeug zerschellte am 2650 Meter hohen Ontario Peak in den San Gabriel Mountains.
Schreibend will der Autor 27 Jahre später den Verlust des geliebten Vaters bewältigen. In 39 Kapiteln wechseln die beiden Beschreibungen des lebensgefährlichen Abstiegs des Autors vom Ontario Peak sowie der Rückblicke auf das Zusammenleben mit dem ehrgeizigen Vater ab. Bereits als Vierjähriger wurde Norman Ollestad junior zum halsbrecherischen Abfahrtslauf genötigt. Norman lebte bei der Mutter in der FKK-Kolonie Topanga Beach in der Nähe von Malibu. Selbst nachdem sich der Vater von der Mutter getrennt hatte, ging das mörderische „Training“ weiter. Neben dem Abfahrtslauf stand Wellenreiten auf der Tagesordnung. Todesangst vor den anrollenden Brechern musste überwunden werden nach der die Erziehung beherrschenden Maxime „Gib niemals auf“.
Im Jahr 2006 forscht der Autor in den Protokollen zum Unfallhergang anno 1979. Es ergibt sich, der unerfahrene Pilot war leichtsinnig in das wolkenverhangene Gebirge hineingeflogen. Damit entschärft der Autor eine verjährte Annahme, nach der sich Personen aus der Gefolgschaft des verstorbenen J. Edgar Hoover für ein Buch aus der Feder des Vaters gegen FBI-Praktiken gerächt haben sollen. Norman Ollestad senior war Mitarbeiter des Bundesamtes gewesen und später ausgeschieden.
Eine Hommage an den in das Surfen vernarrten Vater ist das Buch in dem Sinne: Zwar hatte der Autor als Kind unter dem Zwang des Vaters zum Hochleistungssport gelitten, doch am Ende des Romans beschreibt er die Erziehung seines sechsjährigen Sohnes Noah. Der Autor vermittelt dem Jungen jenes große Gefühl von Freiheit, nach dem der verstorbene Vater lebenslang süchtig gewesen war: Abfahrtslauf, der tödlich enden könnte, aber von Noah zum Glück überlebt wird, wiederholt sich drei Jahrzehnte später nun bis in die Details.

## Hörbuch
- Till Demtrøder liest Norman Ollestad: „Süchtig nach dem Sturm“. Regie: Brigitte Grafe. Argon-Verlag, Berlin 2010

### Verwendete deutschsprachige Ausgabe
- Norman Ollestad: Süchtig nach dem Sturm. Roman. Aus dem Amerikanischen von Brigitte Heinrich. Frankfurt am Main 2011 (Fischer Taschenbuch 18551), ISBN 978-3-596-18551-1